# Hereroland
| Hereroland                                                | Hereroland |
| --------------------------------------------------------- | --- |
| Flagge                                                    | |
|                                                           | |
| Hauptstadt                                                | Okakarara |
| Größe                                                     | 58.997 km² |
| Einwohner                                                 | 35.354 (1960) |
| Staatsform                                                | Homeland |
| Vorsitzender des Exekutivrates                            | - 1968–1970: Hosea Kutako - 1970–1978: Clemens Kapuuo - 1978–1980: Kuaima Riruako - 1980–1984: Thimoteus Tjamuaha - 1984–1987: Erastus Tjejamba - 1987–1987: Gottlob Hengombe Mbaukua - 1987–1988: Erastus Tjejamba - 1988–1989: Gottlob Hengombe Mbaukua |
| Gründung                                                  | 1968 (1980) |
| Auflösung                                                 | Mai 1989 (vor der Unabhängigkeit Namibias) |
| Währung                                                   | Südafrikanischer Rand |
| Autokennzeichen                                           | SWA |
| Lage des ehemaligen Homelands Hereroland in Südwestafrika | |

Hereroland bezeichnete historisch, schon ab der Zeit Deutsch-Südwestafrikas, den Siedlungsraum der Herero in Namibia. Traditionell ist dies das Gebiet am Waterberg und östlich davon.
Hereroland war auch ab 1968 der Name des Homelands der Herero während der Verwaltung durch Südafrika unter dem Odendaal-Plan. Hauptstadt war Okakarara. Das Hereroland war 58.997 km² groß und hatte (Stand 1960) 35.354 Einwohner.

## Staatsoberhäupter
Faktische Staatsoberhäupter des Hereroland, als Vorsitzende des Exekutivrates, waren:
- 1968–1970: Hosea Kutako
- 1970–1978: Clemens Kapuuo
- 1978–1980: Kuaima Riruako
- 1980–1984: Thimoteus Tjamuaha
- 1984–1987: Erastus Tjejamba
- 1987–1987: Gottlob Hengombe Mbaukua
- 1987–1988: Erastus Tjejamba
- 1988–1989: Gottlob Hengombe Mbaukua